# Autocharis bekilalis
Autocharis bekilalis là một loài bướm đêm trong họ Crambidae.